# Panama (klobouk)

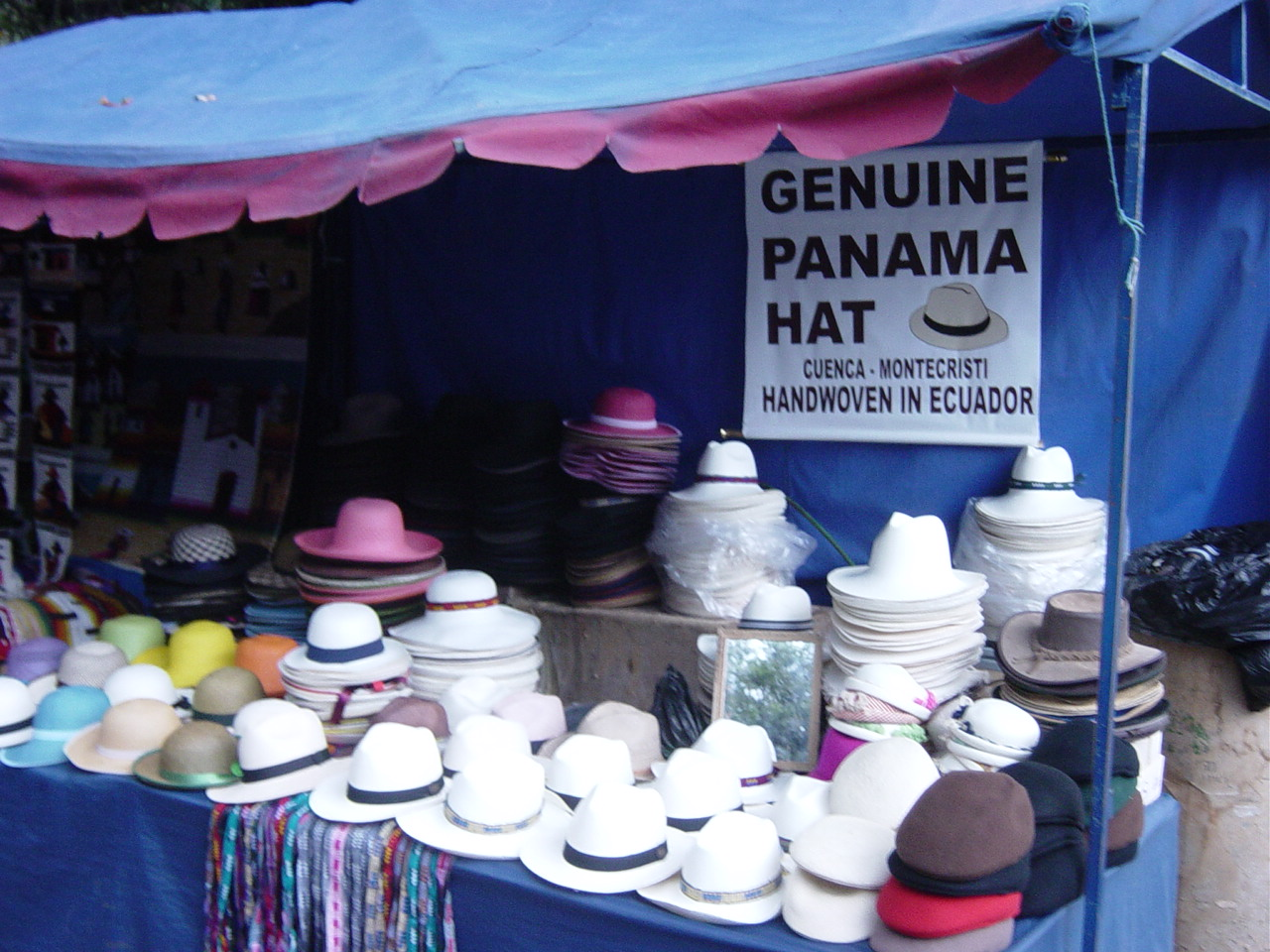
Prodej klobouků panama na pouličním stánku v Ekvádoru

Klobouk panama (nebo jednoduše panama či panamák) je tradiční klobouk vyrobený z vláken listí rostliny karludovika dlanitá (Carludovica palmata) z čeledi Cyclanthaceae.

## Historie
Přestože klobouk nese název středoamerické země Panama, je třeba jeho původ hledat v Ekvádoru, kde byly vyrobeny první klobouky tohoto typu. Název se vžil v době budování Panamského průplavu, kdy byly tisíce těchto klobouků dováženy z Ekvádoru pro dělníky pracující na stavbě průplavu. Když prezident USA Theodore Roosevelt navštívil stavbu a použil přitom tento klobouk, stala se tato pokrývka hlavy populární i v USA; její popularitu zvyšovalo i to, že ji s oblibou nosila řada známých osobností (např. Napoleon III. nebo Eduard VII., později např. britský premiér Winston Churchill, herec Humphrey Bogart či zpěvák Frank Sinatra).

## Název
Klobouk má řadu jmen. V zemi svého původu je nazýván jipijapa, podle jména malého ekvádorského města Jipijapa v provincii Manabí, kam se klade jeho původ, nebo montecristi - název, používaný specialisty pro panamy vysoké kvality. Jipijapa nebo montecristi se rovněž nazývaly toquilla, názvem odvozeným od názvu klobouků užívaných Španěly v období conquisty.

## Kvalita
Při výrobě klobouků panama se používají dva postupy, z nichž hlavní je tkaní. Pro určení kvality je rozhodující počet nití na čtverečním palci tkaniny. Méně než 300 je považováno za známku nízké kvality, na druhé straně pomyslného žebříčku stojí klobouky z tkaniny s 1600-2000 nitěmi na čtvereční palec, ty jsou nejméně četné a také nejdražší. Mezi těmito dvěma extrémy je široká škála různě kvalitního materiálu. Třebaže výroba klobouku panama dává živobytí tisícům Ekvadořanů, v současnosti lze napočítat pouze zhruba kolem tuctu tkalců schopných vyrobit klobouky v nejvyšší kvalitě označované jako superjemné montecristi.

## Současnost
V současnosti se klobouky panama vyrábějí nejen v Ekvádoru, ale i v řadě dalších latinskoamerických zemí - např. pro mayskou komunitu v Bécalu ve státě Campeche v Mexiku je výroba klobouků hlavní řemeslnou činností, podobná situace je v Kolumbii.
Jejich největším producentem je ekvádorské město Cuenca.

## Zajímavost
Výraz Paname je název, jímž Pařížané familiérně označují své město. Přezdívka vznikla počátkem 20. století, kdy si Pařížané masově oblíbili nošení panamských klobouků, které sem přivezli dělníci, pracující na stavbě Panamského průplavu.